# Eupherusa
Eupherusa är ett släkte med fåglar i familjen kolibrier som numera omfattar fem arter som alla förekommer i Centralamerika:
- Jaliscokolibri (E. ridgwayi)
- Gråstjärtad kolibri (E. poliocerca)
- Oaxacakolibri (E. cyanophrys)
- Strimstjärtad kolibri (E. eximia)
- Svartbukig kolibri (E. nigriventris)

Jaliscokolibrin inkluderades tidigare i släktet Thalurania, då med det svenska trivialnamnet mexikansk skogsnymf. Genetiska studier visar att den tillhör Eupherusa.